# La Cucaracha (альбом)
La Cucaracha — девятый и финальный студийный альбом американской альтернативной рок-группы Ween. Он был выпущен 23 октября 2007 года лейблами Rounder Records и Chocodog Records. Альбом был доступен для прослушивания на странице группы в MySpace с 16 по 19 октября 2007 года, а 23 октября он был выпущен в продажу. Журнал Magnet назвал его «Альбомом года 2007». Бонус-трек «Bag of Fat» был доступен в iTunes при покупке всего альбома.

## История
В ходе первоначальной рекламной кампании альбома La Cucaracha 2007 года, первого альбома Ween записанного на новом для группы лейбле Rounder Records и первого за четыре года, Дин Уин назвал его «весёлым альбомом, в отличие от их последнего альбома (Quebec), который был скорее в стиле Джонстауна», что является одной из самых точных самокритических оценок, которые когда-либо давал артист. Quebec оставил после себя туманное, наркотическое послевкусие, которое весёлая La Cucaracha развеивает, поскольку группа возвращается ко всем своим фирменным чертам: они никогда не задерживаются на одном месте слишком долго, они приправляют большинство песен своим озорным юмором, и каждый трек демонстрирует их талант к умным, хитрым, необычным аранжировкам. В этом смысле альбом можно почти рассматривать как возвращение к истокам, поскольку он находится где-то между звучанием Pure Guava и чувственностью Chocolate and Cheese. La Cucaracha — это звук Ween, которые расслабляются, наслаждаются низким бюджетом и ожиданиями, которые приносит с собой инди-лейбл, и играют музыку, которая просто хорошо звучит.

## Отзывы
| Совокупная оценка    | Совокупная оценка |
| Источник             | Оценка            |
| -------------------- | ----------------- |
| Metacritic           | 73/100            |
| Оценки критиков      |                   |
| Источник             | Оценка            |
| AllMusic             | [ 1 ]             |
| The Austin Chronicle | [ 3 ]             |
| The A.V. Club        | A−                |
| Blender              | [ 5 ]             |
| Drowned in Sound     | 4/10              |
| NME                  | 5/10              |
| Pitchfork            | 6.2/10            |
| The Skinny           | [ 9 ]             |
| Time Off             | [ 10 ]            |
| Uncut                | [ 11 ]            |

Альбом получил в целом положительные отзывы от современных музыкальных критиков. На интернет-агрегаторе Metacritic, который присваивает нормализованный рейтинг из 100 баллов по рецензиям основных изданий, альбом получил средний балл 73, основанный на профессиональных рецензиях.
Стивен Томас Эрлевайн отметил в AllMusic, что «… это альбом для вечеринок — в буквальном смысле, поскольку он начинается с блестящего инструментального рок-н-ролла в стиле мариачи „Fiesta“ и заканчивается декадентски элегантной „Your Party“, двумя песнями, которые явно прославляют вечеринки. В последней из них есть божественное камео Дэвида Санборна, чей альт-саксофон придаёт этой лаунж-вечеринке именно то ощущение бархатного шика, а само его присутствие сигнализирует о том, как далеко продвинулись Ween как музыканты со времён расцвета The Pod и Pure Guava. С La Cucaracha они вернулись к истокам, записав альбом в арендованном фермерском доме в своём родном городе Нью-Хоуп, штат Пенсильвания, и, похоже, они получили новый заряд энергии от меньшего масштаба, но при этом не отказались от того пугающего музыкального чутья, которое они приобрели за последние 15 лет. Таким образом, альбом является почти лучшим из обоих миров: он имеет дьявольскую, нестандартную атмосферу самых ранних записей, но исполнен с мастерством их поздних альбомов, поэтому он переходит от эластичного поп-рока „Blue Balloon“ к полнозвучному рёву „My Own Bare Hands“, самому жёсткому рок-треку, который они когда-либо записывали. И хотя они никогда не отказываются от переходов между жанрами — „The Fruit Man“ является экскурсом в регги, „Spirit Walker“ и десятиминутная „Woman and Man“ — их прог-рок композициями — ничто не выглядит как намеренная пародия. Все различные музыкальные направления кажутся полностью усвоенными, до такой степени, что когда Джин Уин погружается в бессмыслицу Роджера Миллера в припеве безумно весёлой „Learnin' to Love“, это не выглядит как пародия, а просто кажется естественным шагом, показателем того, насколько талантлив этот дуэт. Сейчас, спустя 17 лет после дебюта, Ween, возможно, не удивляют так часто, как раньше, но они уже давно перестали полагаться на шокирующий юмор и стали одной из самых стабильно удовлетворяющих рок-групп в Америке, а La Cucaracha запечатлела их на пике, что, безусловно, является достаточным поводом для вечеринки. В конце концов, Ween подарили вам идеальный саундтрек для неё с этим альбомом».

## Список композиций
Все песни написаны Ween (Gene Ween и Dean Ween).
| №                   | Название                   | Длительность |
| ------------------- | -------------------------- | ------------ |
| 1.                  | «Fiesta»                   | 2:13         |
| 2.                  | «Blue Balloon»             | 3:51         |
| 3.                  | «Friends»                  | 4:06         |
| 4.                  | «Object»                   | 2:36         |
| 5.                  | «Learnin' to Love»         | 2:24         |
| 6.                  | «My Own Bare Hands»        | 2:45         |
| 7.                  | «The Fruit Man»            | 4:00         |
| 8.                  | «Spirit Walker»            | 3:21         |
| 9.                  | «Shamemaker»               | 2:38         |
| 10.                 | «Sweetheart in the Summer» | 3:15         |
| 11.                 | «Lullaby»                  | 3:20         |
| 12.                 | «Woman and Man»            | 10:48        |
| 13.                 | «Your Party»               | 4:08         |
| Общая длительность: | Общая длительность:        | 49:25        |

| №                   | Название            | Длительность |
| ------------------- | ------------------- | ------------ |
| 14.                 | «Bag of Fat»        | 2:36         |
| Общая длительность: | Общая длительность: | 52:01        |

## Чарты
| Чарт (2007)       | Высшая позиция |
| ----------------- | -------------- |
| Австралия (ARIA)  | 84             |
| США Billboard 200 | 69             |